# أحمد أيوب (ممثل سوري)
أحمد أيوب ممثل سوري. يعد من الرعيل الأول من الفنانين ومن الرواد ومؤسسي المسرح السوري إلى جانب عبد اللطيف فتحي وسعد الدين بقدونس 
وهو مواليد دمشق عام 1914 وبدأ حياته الفنية في الثلاثينات في المسرح 
كما شارك في فيلم المتهم البريء وهو أول فيلم سوري
واشتهر بنظمه للزجل وأدائه للمونولوج الناقد 
قدم عددا كبيرا من المسرحيات وكان من أواخرها مسرحية تعال نضحك مع عبد اللطيف فتحي 
وفي السينما شارك في بطولة عدد من الأفلام منها :
- المتهم البريء
- اموت مرتين واحبك
- عشاق على الطريق
- الأحمر والأبيض والأسود
- إمبراطورية غوار
- الأبطال يولدون مرتين

وفي التلفزيون:
- حمام الهنا
- زقاق المايلة
- عزالدين القسام
- مرايا 84
- مرايا 88

وكان آخر مسلسل له هو جلد الأفعى عام 1999
كما قدم عددا كبيرا من التمثيليات والبرامج الإذاعية .
توفي في تشرين الثاني عام 2002

## روابط خارجية
- أحمد أيوب على موقع قاعدة بيانات الأفلام العربية